# Réserve écologique de Liumchen
La réserve écologique de Liumchen (anglais : Liumchen Ecological Reserve) est une réserve écologique située au sud-est de la Colombie-Britannique dans la chaîne des Cascades.

## Toponymie
Liumchen fait référence au ruisseau, au lac et à la montagne du même nom. Le nom provient du mot halkomelem signifiant « source jaillissante ».

## Géographie
La réserve, qui a une superficie de 21,61 km2, est située dans le Fraser Valley. La limite sud de la réserve correspond à la frontière canado-américaine.  Elle est située à neuf kilomètres au sud de Chilliwack.
Liumchen est située tout juste à l'est du parc provincial de Cultus Lake. Elle est aussi adjacente à la Forêt nationale américaine du Mont Baker-Snoqualmie, qui est située tout juste au sud.

## Milieu naturel

### Flore
La réserve est située dans la région bioclimacique de la pruche subalpine (Tsuga mertensiana) et de la pruche de l'Ouest (Tsuga heterophylla).  On y retrouve une forêt ancienne et unique de sapin gracieux (Abies amabilis) et de sapin subalpin (Abies lasiocarpa) poussant sur du calcaire. On y retrouve aussi plusieurs espèces en péril en Colombie-Britannique, soit Hydrophyllum fendleri var. albifrons, l'impatiente du Cap (Impatiens capensis) et Woodsia ilvensis.

### Faune
On retrouve deux espèces d'animaux en péril dans la réserve, soit la chouette tachetée (Strix occidentalis) et la grande salamandre du Nord (Dicamptodon tenebrosus).